# Slovakiens damlandslag i volleyboll
Slovakiens damlandslag i volleyboll (slovakiska: Slovenské národné volejbalové družstvo žien) representerar Slovakien i volleyboll på damsidan. Laget har deltagit i EM fem gånger och som bäst slut 11:a (2003). Före Slovakiens självständighet var spelarna en del av Tjeckoslovakiens damlandslag i volleyboll.

### Fotnoter
1. ↑  ”2002/2003 Senior European Championships” (på engelska). Confédération Européenne de Volleyball. https://www-old.cev.eu/Competition-Area/competition.aspx?ID=102&PID=-2. Läst 26 februari 2023.
2. ↑  ”2006/2007 European Championships” (på engelska). Confédération Européenne de Volleyball. https://www-old.cev.eu/Competition-Area/competition.aspx?ID=197&PID=-2. Läst 24 oktober 2022.
3. ↑  ”2009 European Championships” (på engelska). Confédération Européenne de Volleyball. https://www-old.cev.eu/Competition-Area/competition.aspx?ID=388&PID=-2. Läst 24 oktober 2022.
4. ↑  ”2016 CEV Volleyball European League - Women” (på engelska). Confédération Européenne de Volleyball. https://www-old.cev.eu/Competition-Area/competition.aspx?ID=940&PID=-2. Läst 21 mars 2023.
5. ↑  ”2017 CEV Volleyball European League - Women” (på engelska). Confédération Européenne de Volleyball. https://www-old.cev.eu/Competition-Area/competition.aspx?ID=989&PID=-2. Läst 24 juni 2024.
6. ↑  ”2018 CEV Volleyball European Golden League - Women” (på engelska). Confédération Européenne de Volleyball. https://www-old.cev.eu/Competition-Area/competition.aspx?ID=1090&PID=-2. Läst 29 oktober 2022.
7. ↑  ”2019 CEV Volleyball European Golden League - Women” (på engelska). Confédération Européenne de Volleyball. https://www-old.cev.eu/Competition-Area/competition.aspx?ID=1152&PID=-2. Läst 11 maj 2023.
8. ↑  ”CEV EuroVolley 2019  -  Women” (på engelska). Confédération Européenne de Volleyball. https://www-old.cev.eu/Competition-Area/competition.aspx?ID=1053&PID=-2. Läst 10 september 2022.
9. ↑  ”CEV Volleyball European Golden League 2021  -  Women” (på engelska). Confédération Européenne de Volleyball. https://www-old.cev.eu/Competition-Area/competition.aspx?ID=1296&PID=-2. Läst 29 oktober 2022.
10. ↑  ”CEV EuroVolley 2019  -  Women” (på engelska). Confédération Européenne de Volleyball. https://www-old.cev.eu/Competition-Area/MatchPage.aspx?mID=46321&ID=1248&CID=7808&PID=1993. Läst 26 maj 2022.
11. ↑  ”CEV Volleyball European Golden League 2022  -  Women - Competition Final Standing” (på engelska). Confédération Européenne de Volleyball. https://www-old.cev.eu/Competition-Area/competition.aspx?ID=1379&PID=-2. Läst 5 juli 2023.
12. ↑  ”European League” (på engelska). Confédération Européenne de Volleyball. https://www.cev.eu/national-team/european-league/2023/european-golden-league/women. Läst 10 juli 2023.
13. ↑  ”Women  -  EuroVolley” (på engelska). Confédération Européenne de Volleyball. https://eurovolley.cev.eu/en/2023/women/#final-standing. Läst 10 september 2023.
14. ↑  ”2024 Volleyball European Golden League  -  Women” (på engelska). Confédération Européenne de Volleyball. https://www.cev.eu/national-team/european-leagues/european-golden-league/women/2024/. Läst 16 juni 2024.